# 1934 dans les parcs de loisirs
| Années des parcs de loisirs : 1931 - 1932 - 1933 - 1934 - 1935 - 1936 - 1937    |
| Décennies des parcs de loisirs : 1900 - 1910 - 1920 - 1930 - 1940 - 1950 - 1960 |

## Parcs d'attractions

### Ouverture
- De Valkenier (en) ( Pays-Bas)

### Fermeture
- Magic City ( France)

## Attractions

### Montagnes russes
| Nom                                      | Type / Modèle                 | Constructeur         | Parc                     | Pays        |
| ---------------------------------------- | ----------------------------- | -------------------- | ------------------------ | ----------- |
| Bobsleighbanan                           | Bois                          |                      | Gröna Lund               | Suède       |
| Flying Turns                             | Bois/Bobsleigh / Flying Turns | John Norman Bartlett | Steeplechase Park        | États-Unis  |
| Zipper Dipper Devenu Blue Flyer en 2011. | Bois                          | Charles Paige        | Blackpool Pleasure Beach | Royaume-Uni |

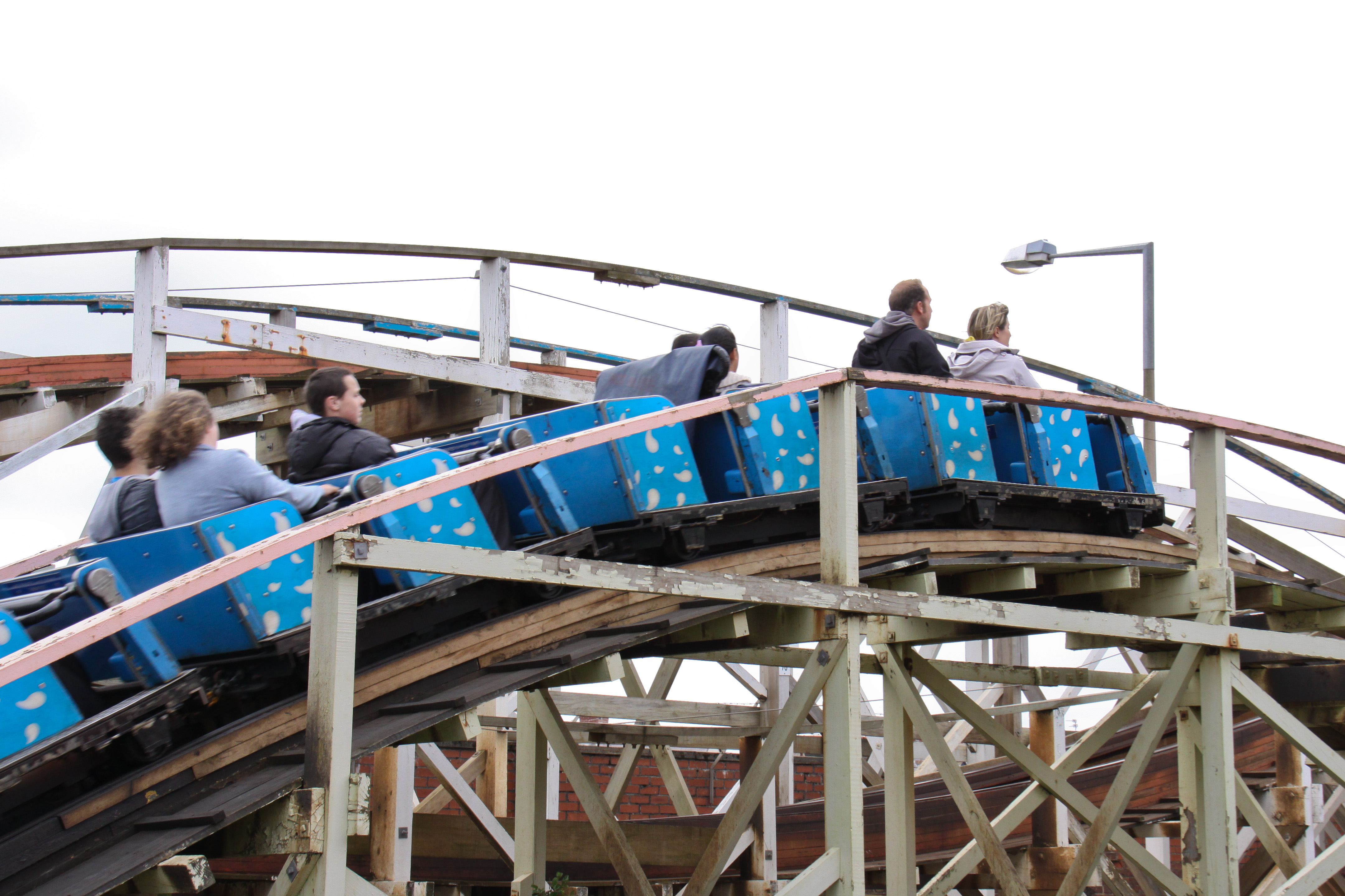
Zipper Dipper à Blackpool Pleasure Beach

### Autres attractions
| Nom        | Type / Modèle   | Constructeur       | Parc        | Pays       |
| ---------- | --------------- | ------------------ | ----------- | ---------- |
| Tumble Bug | Tumble Bug (en) | Traver Engineering | Cedar Point | États-Unis |

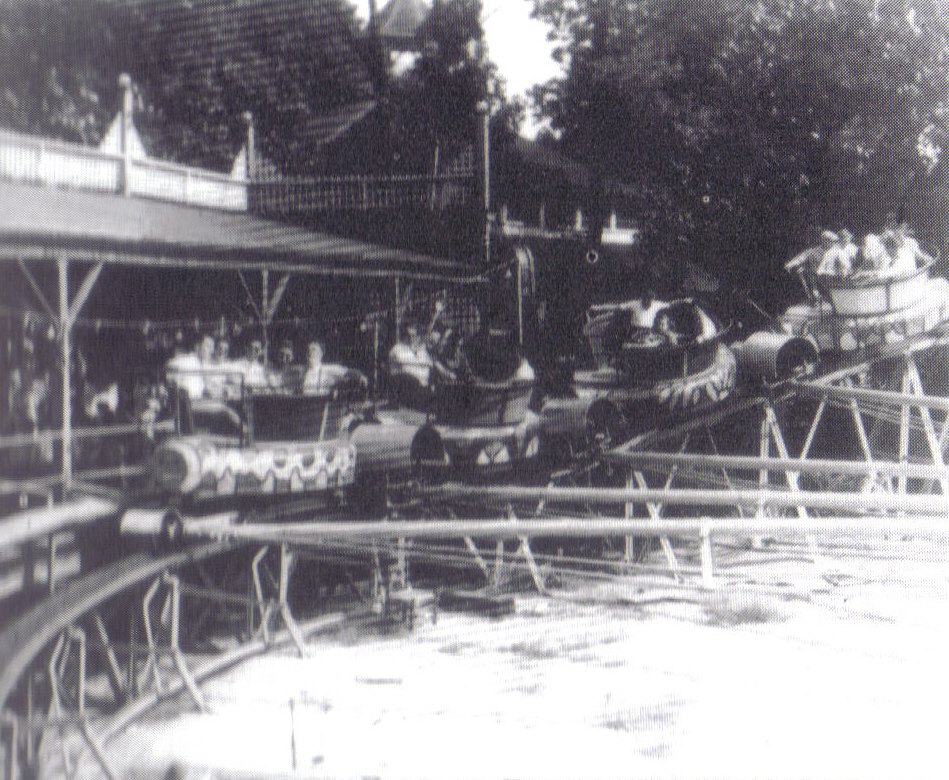
Tumble Bug (en) à Cedar Point